# Autoridad de Transporte Metropolitano de Valencia
La Autoridad de Transporte Metropolitano de Valencia (ATMV; oficialmente y en valenciano, Autoritat de Transport Metropolità de València) es un organismo autónomo de la Generalidad Valenciana adscrito a la Conselleria competente en materia de transporte creado en virtud del artículo 90 de la Ley 13/2016, de 29 de diciembre, de medidas fiscales, de gestión administrativa y financiera, y de organización de la Generalidad, con el objeto de ejercer, en el área de transporte metropolitano de Valencia y en régimen de cooperación institucional para la gestión conjunta y coordinada las competencias en materia de transporte público regular de viajeros de la Generalidad y las de los municipios integrantes del Área de Transporte Metropolitano de València que se adhieran mediante la delegación de sus competencias en materia de transporte urbano.

## Historia
En noviembre de 2015 los sesenta municipios del área metropolitana de Valencia y el Consell firmaron una declaración institucional para impulsar el nuevo ente.
El 25 de julio de 2016 la Comisión Institucional aprobó la propuesta de crear la Autoridad Metropolitana de Transporte.
En 14 de octubre de 2016 se conoció que el Ministerio de Hacienda y Administraciones Públicas, a cargo del ministro en funciones Cristóbal Montoro, denegó la petición del Consell de una subvención de 38 millones de euros para el transporte metropolitano, tal y como tienen Madrid, Barcelona y Canarias.
El 21 de noviembre de 2016 se puso en servicio en Valencia el bono transbordo AB, un título de transporte que permite la intermodalidad en los servicios de metrovalencia, metroBus y EMT Valencia, dentro de las zonas A y B del área metropolitana de Valencia.
Este bono beneficia a 40 municipios y una población cercana a 1.500.000 de habitantes. El 78% de los desplazamientos del área metropolitana de Valencia se realizan en estas zonas, este ámbito incluye la ciudad de Valencia, los municipios del casco urbano y todos los municipios de la primera corona metropolitana de Valencia. 
El 1 de enero de 2017 entró en vigor la ley que regula la creación de la Autoridad de Transporte Metropolitano de Valencia. Este año el transporte metropolitano de Valencia no obtuvo la partida en los Presupuestos Generales del Estado de 2017 —aprobados con los votos del Partido Popular, Ciudadanos y algún partido nacionalista— para la subvención que le corresponde.
El 23 de junio de 2017 el pleno del Consell aprobó el reglamento de la autoridad.
El 3 de octubre de 2017 el Consell nombró a María Pérez Herrero, licenciada en Economía y con experiencia previa en SNCF, como primera directora gerente de la ATMV.
Mediante la Ley 6/2018, de 3 de junio, de Presupuestos Generales del Estado para 2018, se autorizó la concesión por parte de la Administración General del Estado de una subvención nominativa por importe de diez millones de euros (10.000.000€).
En cumplimiento de la resolución por la que se regula la concesión de dicha subvención nominativa,  el 29 de noviembre de 2018 se publicó en el Diario Oficial de la Generalidad Valenciana, resolución de la Presidenta del Consejo de Administración de la ATMV, por la que se regula y concede subvención directa a los municipios adheridos a la ATMV.
El 1 de marzo de 2021 la ATMV amplió el bono transbordo a todas las zonas del área metropolitana de Valencia (A, B, C y D) válido para los servicios de Metrovalencia, metroBus y EMT Valencia con esta ampliación, permite la intermodalidad y conexión en la ciudad de Valencia 
con toda el área metropolitana con un mismo título de transporte. En paralelo también se puso en servicio el Bono 10 para los autobuses de metroBus.
El 31 de enero de 2022, entró en vigor en la ciudad de Valencia y su área metropolitana, la integración tarifaría, un título de transporte para los servicios de Metrovalencia, metroBus, EMT Valencia y cercanías Valencia. También pasó de cuatro zonas tarifarías a dos zonas.
Finalmente, en marzo de 2023, las antiguas zonas C y D volvieron como nuevas zonas que ahora cubren los extremos de la red de Cercanías de las provincias de Valencia y Castellón, así como los buses interurbanos de estos municipios. Por su parte, la zona tarifaria para el Aeropuerto de Valencia se pasó a denominar Zona + (más).
El área metropolitana de Valencia cuenta con tres delimitaciones:
Primera delimitación) Zona A: La ciudad de Valencia, (incluyendo pedanías). Cuenta con (825.948 habitantes) y una superficie de (134,6 km²) (INE 2024). 
Segunda delimitación) Zona de solape A y B: Comarcas Huerta Norte y Huerta Sur. Primera corona metropolitana. Es el área metropolitana de Valencia oficial. (43 municipios). (Los municipios de esta corona junto con la ciudad de Valencia cuenta con 44 municipios y 1.635.239 habitantes) y una superficie de (627,6 km²) (INE 2024). (Las distancias de los municipios de esta corona es de hasta 15 kilómetros con la capital). 
Tercera delimitación) Zona B: Comarcas Campo de Murviedro, Campo de Turia,  Ribera Baja y  Ribera Alta. Municipios pertenecientes al área metropolitana. Segunda corona metropolitana o región metropolitana (16 municipios). (Los municipios de esta corona junto con los municipios de la primera corona y la ciudad de Valencia todo el ámbito metropolitano o región metropolitana cuenta con 60 municipios y 1.950.159 habitantes) (INE 2024) y una superficie de (1.341,4 km²). (Las distancias de los municipios de esta corona es entre 15 y 30 kilómetros con la capital).

## Funciones
L'Autoritat de Transport Metropolità de València podrá ejercer las siguientes funciones:
- La planificación de las infraestructuras para el transporte público de viajeros.
- La planificación de redes y servicios públicos de transporte de viajeros, incluida la elaboración de los planes metropolitanos de movilidad sostenible de su ámbito territorial, así como el seguimiento, control y evaluación de los mismos.
- La suscripción y control de los contratos de servicio público de transporte interurbano de viajeros dentro del ámbito del área de transporte metropolitano de València, así como de los servicios de transporte público urbano de los municipios de la referida área, cuyos Ayuntamientos le hayan delegado expresamente el ejercicio de dicha competencia.
- La gestión administrativa de los servicios públicos de transporte antes citados.
- El diseño, la aprobación y la gestión del régimen tarifario de los servicios de transporte de su competencia.
- La celebración de contratos-programa con los operadores de transporte y el control del cumplimiento de los mismos.
- La suscripción de convenios o contratos-programa con otras administraciones públicas para el desarrollo de sus competencias y, en especial, para la financiación del sistema de transporte.
- Las relativas a información a las personas usuarias, la publicidad y la calidad de los servicios.
- La colaboración y coordinación con las administraciones públicas en materia de actividad inversora en infraestructuras de transporte, ordenación del territorio y gestión de tráfico y de circulación.
- La colaboración con entidades públicas y privadas para el fomento de la movilidad sostenible y el transporte público.
- La promoción y difusión de la movilidad sostenible, impulsando la acción coordinada de las administraciones públicas para potenciar los desplazamientos no motorizados y el transporte público.
- Ejercer las competencias administrativas que procedan sobre estaciones, terminales e intercambiadores de transporte de viajeros por carretera del área metropolitana.
- Cualquier otra función que le sea expresamente atribuida por el Consell, o le sea delegada o encomendada así como las que le corresponda ejercer en aplicación de la normativa de transporte público de viajeros.

## Estructura organizativa

### Consejo de Administración
Es el órgano superior de gobierno, en él estarán representados, además de la Generalidad, los ayuntamientos del área de transporte metropolitano de València que se adhieran al organismo mediante la delegación de sus competencias en materia de transporte urbano.
Estará integrado por un máximo de catorce miembros.
La Generalidad contará con la representación siguiente:
- La persona titular de la conselleria competente en materia de transporte ostentará la Presidencia.
- La persona titular de la Secretaría Autonómica competente en materia de transporte, ejercerá la Vicepresidencia del Consejo.
- La persona titular de la Dirección General u órgano directivo competente en materia de transporte.
- Cuatro vocales nombrados por el Consell.

El Ayuntamiento de València contará con cinco personas representantes designadas por el mismo, que formarán parte del Consejo una vez dicha entidad se adhiera a la Autoridad.
En representación del resto de municipios adheridos a la Autoridad, la Federación Valenciana de Municipios y Provincias contará con dos personas miembros designadas por el órgano competente según su propia normativa.

### Comisión Ejecutiva
Estará integrada por un máximo de seis personas, de las que tres serán designados por la Generalidad Valenciana, dos por el Ayuntamiento de Valencia, y uno por la Federación Valenciana de Municipios y Provincias (FVMP).

### Dirección-Gerencia
La Dirección-Gerencia, con rango de dirección general, es el órgano de gestión ordinaria del organismo. La persona titular de la Dirección-Gerencia, será nombrada y cesada por el Consell, a propuesta del conseller o consellera competente en materia de transporte, previa consulta al Consejo de Administración de la Autoridad, debiendo recaer en una persona de reconocida solvencia profesional en materia de transporte de viajeros.

## Recursos económicos
Los recursos económicos de la ATMV son los siguientes:
1. Las dotaciones, transferencias o subvenciones que anualmente se consignen en los presupuestos de la Generalidad o en el de otras administraciones públicas.
2. Los bienes, derechos y valores propios  que le sean adscritos, así como los productos y rentas de aquellos, para cuya gestión gozará de autonomía.
3. Las aportaciones de las personas que usen el sistema de transporte en los términos que se determine.
4. Los préstamos que sean necesarios para atender situaciones de desfase temporal de tesorería, derivadas del ejercicio de su actividad.
5. Los demás recursos económicos, ordinarios o extraordinarios, que se le autorice a percibir o que pudieran corresponderle conforme a la normativa vigente.

## Régimen patrimonial
Además de los bienes que integren su propio patrimonio, la ATMV podrá contar con los bienes patrimoniales de titularidad pública cuya adscripción se acuerde por parte de la Generalidad u otras administraciones públicas, de conformidad con lo dispuesto en la norma sobre patrimonio de la Generalidad, que conservarán la calificación jurídica originaria y que únicamente podrán ser utilizados para el cumplimiento de sus fines, correspondiendo a la Autoridad su utilización, administración y cuantas prerrogativas referentes a dominio público y a los bienes patrimoniales del Estado estén totalmente establecidas.